# تانکت
تانکت (به انگلیسی: tankette) یک خودرو زره‌پوش جنگی با سیستم چرخ ممتد که قرار بود نقش یک تانک کوچک را ایفا کند. این وسیله در قامتی به اندازه تقریبی یک خودرو وظیفه شناسایی و حمایت سبک از پیاده‌نظام را داشت.

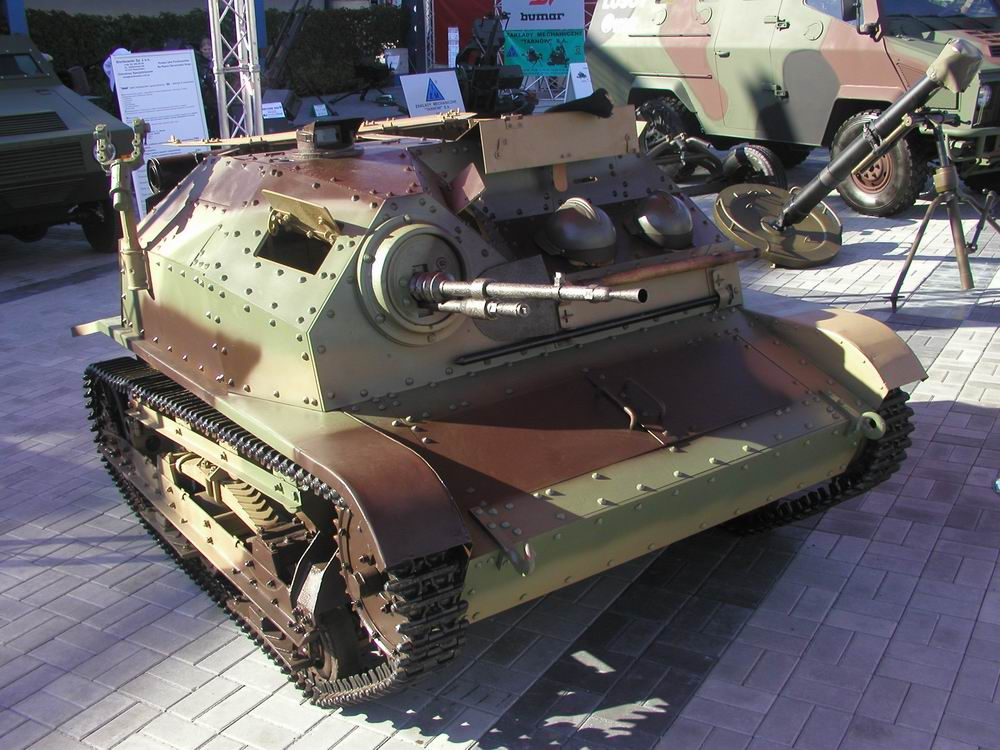
تانکت تی‌کی‌اس در موزه ارتش لهستان

کشورهای متعددی در فاصله دهه ۱۹۲۰ تا ۱۹۴۰ دست به طراحی و ساخت این مفهوم زرهی زدند که در مراحل اولیه جنگ جهانی دوم به صورت محدودی از آن‌ها استفاده شد. آسیب‌پذیری این خودروها به واسطه زره سبکشان باعث شد تا به سرعت این نوع خودروهای زرهی از ارتش‌های جهان کنار گذاشته شود.

## ویژگی‌ها
تانکت‌ها در انواع دو و سه نفره ساخته می‌شدند و بعضی از آن‌ها به قدری کوتاه بودند که نفرات مجبور بودند در حالت خوابیده در آن قرار بگیرند. بیشتر انواع این خودروها از برجک بی بهره بودند یا آنکه برجکی بسیار ساده داشتند که از توپ تانک بهره نمی‌برد و سلاح آن غالباً مسلسل و در موارد معدودی توپ اتوماتیک ۲۰ میلی‌متری یا نارنجک‌انداز بود.

## تاریخچه

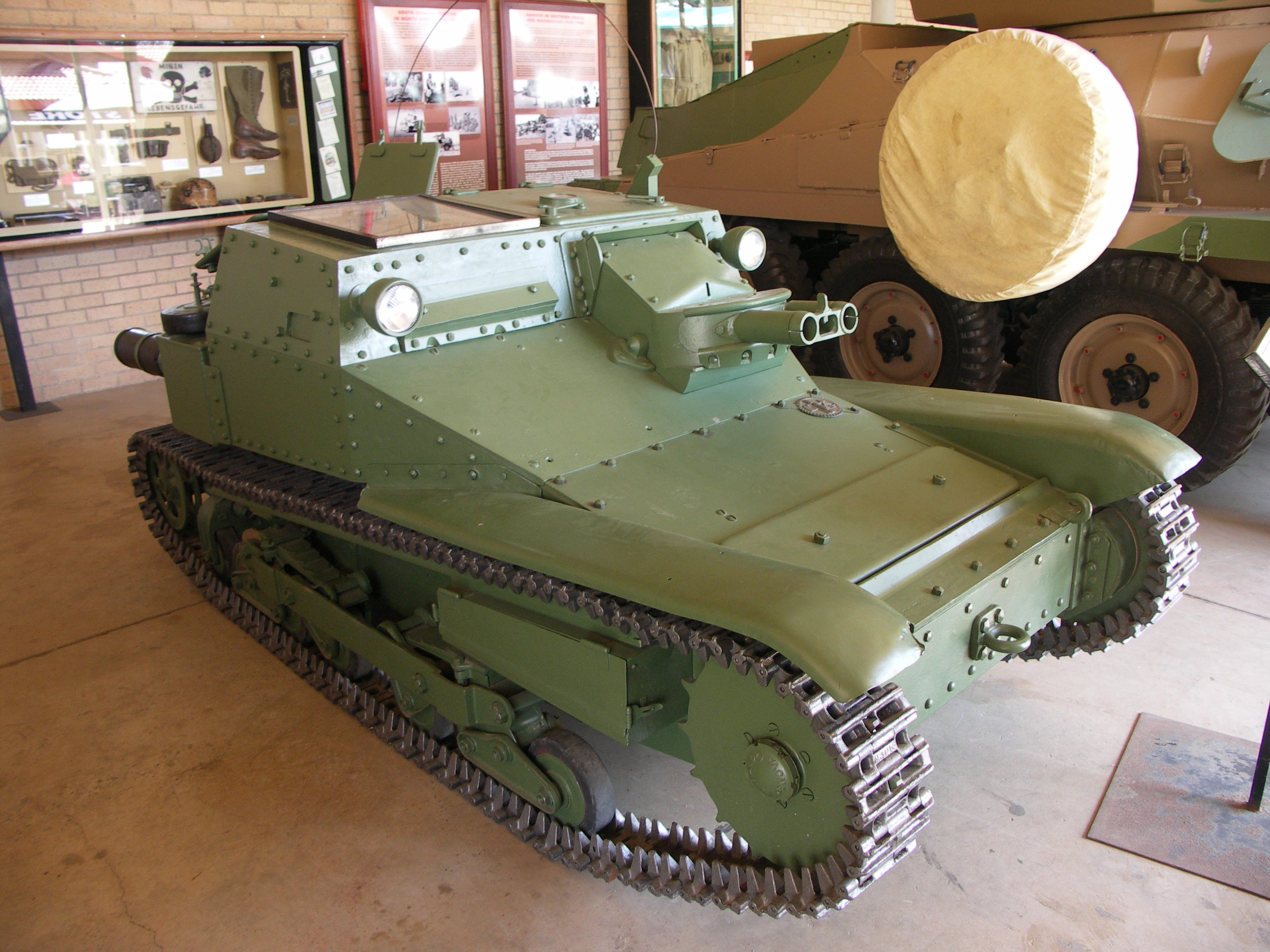
تانکت ال۳۵/۳ در خدمت ارتش ایتالیا

ریشه‌های تانکت به مراحل انتهایی جنگ جهانی اول بازمی‌گردد. در آن هنگام نیروهای متفقین در جبهه غرب توانستند با کمک تانک‌های خود مواضع نیروهای آلمانی را بشکافند اما نیروهای پیاده‌نظام که در تعاقب تانک‌ها در حال پیش‌روی بودند و باید در رخنه‌های ایجاد شده اقدام به پیش‌روی می‌کردند در اثر آتش پراکنده نیروهای دشمن و خستگی نمی‌توانستند به خوبی حرکت کنند و به تانک‌های پیش رو نیز که از حمایت پیاده‌نظام بی بهره شده بودند توسط نیروهای دشمن نابود می‌گشتند. در دوران پس از پایان جنگ مفهوم تانکت به عنوان راه‌حلی برای این مسئله مطرح گشت که با ساخت نفربر زره‌پوش تانکت‌ها نقش شناسایی و پشتیبانی را به عهده گرفتند.
اولین نوع تانکت به نام موریس-مارتل (به انگلیسی: Morris-Martel) در ۱۹۲۵ معرفی گشت. مدتی پس از آن تانکت گاردن لوید (به انگلیسی: Carden Loyd tankette) به عنوان اولین تانکت عملیاتی از طرف ارتش بریتانیا ساخته شد که طرحی بسیار تأثیر گذار بود و بر طراحی تانکت‌های بعد از خود تأثیر بسیاری داشت. این تانکت در جنگ چاکو از طرف بولیویایی‌ها مورد استفاده قرار گرفت. ارتش ایتالیا سه لشکر زرهی و سه لشکر سریع را با تانکت‌های ال۳۳/۳ و ال۳۵/۳ مسلح کرد که در حمله ایتالیا به اتیوپی، جنگ داخلی اسپانیا و تمام نقاطی که سربازان ایتالیایی در جنگ جهانی دوم حضور داشتند استفاده شد. در فرانسه نوع شناسایی تانکت با نام (به فرانسوی: automitrailleuses de reconnaissance) تولید شد و تی-۲۷ در شوروی برای پرتاب با چتر از هواپیما مورد آزمایش قرار گرفت.
ارتش امپراتوری ژاپن مهم‌ترین استفاده‌کننده تانکت‌ها بود که تعداد زیادی را در نقش‌های شناسایی و پشتیبانی پیاده‌نظام طراحی و استفاده کرد. این تانکت‌ها در درگیری‌های پیش از جنگ جهانی دوم مانند جنگ دوم چین و ژاپن و جنگ‌های مرزی شوروی و ژاپن به‌طور گسترده استفاده شدند اما با شروع جنگ جهانی دوم این طراحی به شدت قدیمی و ناکارآمد بودند و بسیاری از آن‌ها به حامل مهمات یا تراکتور تغییر کاربری داده شدند.

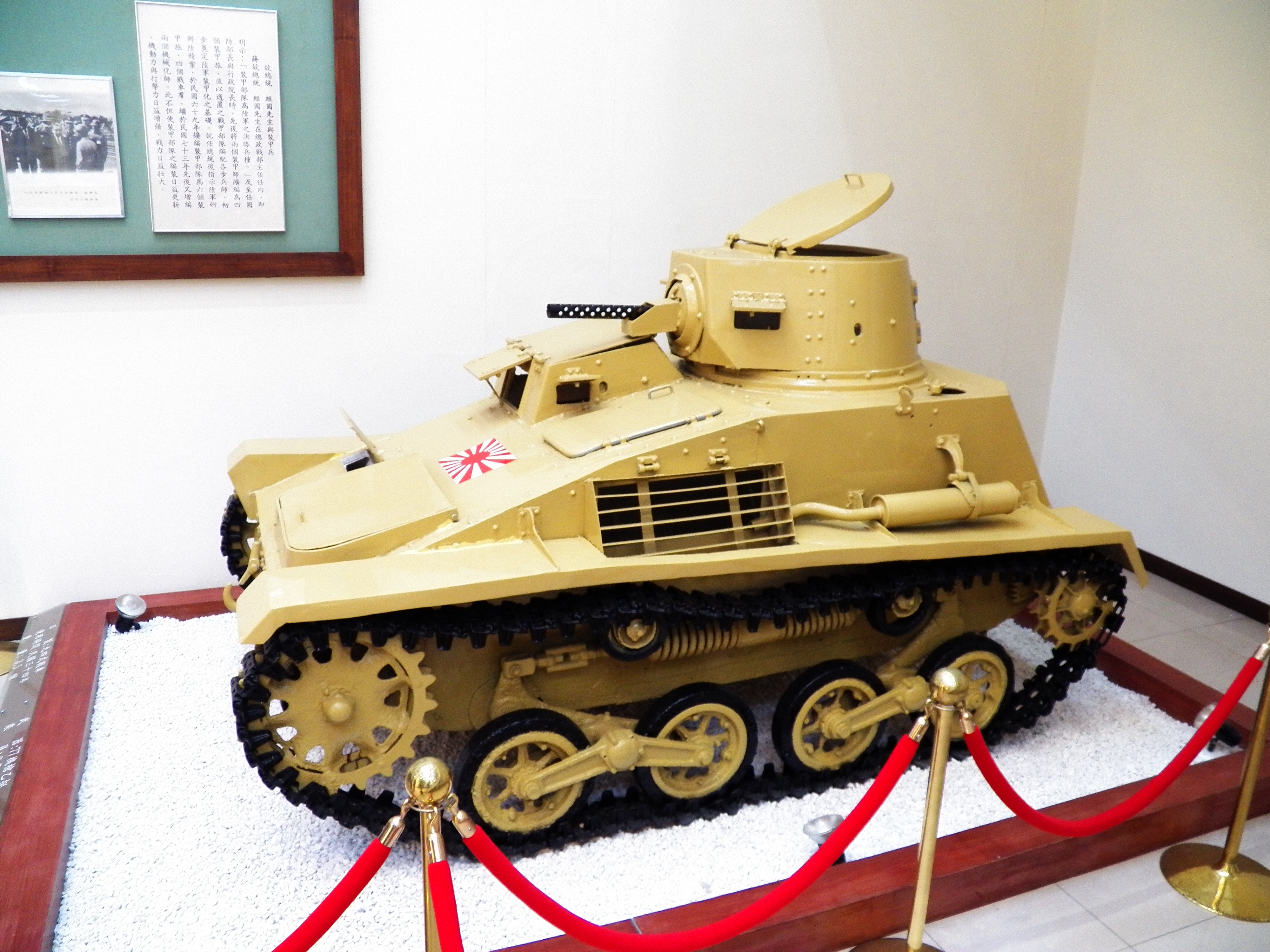
تانکت تایپ ۹۴ ارتش ژاپن

تانکت‌ها در برابر سلاح‌های ضد تانک و حتی مسلسل‌های سنگین آسیب‌پذیر بودند و به همین دلیل از ارتش‌ها کنار گذاشته شده و نقش شناسایی و حمایت از پیاده‌نظام به خودروهای زرهی محول گشت. در هنگام جنگ ویتنام آمریکایی‌ها ام۵۰ اونتوس را که طراحی شبیه تانکت‌ها داشت مورد استفاده قرار دادند که توانست موفقیت‌هایی را به دست آورد. در دهه ۹۰ میلادی نیز ارتش آلمان خودرو شناسایی هوابرد به نام ویزل را معرفی کرد که طرحی شبیه تانکت‌ها داشت.